# Франц Буксбаум
Франц Буксбаум (нім. Franz Buxbaum; 25 лютого 1900, Лібенау — 7 лютого 1979, Фюрстенфельд) — австрійський ботанік, систематик кактусових (а також лілійних), професор університету в Граці. Він був одним із членів-засновників Міжнародної організації з вивчення сукулентів.

## Біографія
Франц Буксбаум народився 25 лютого 1900 р. в Лібенау під Грацом в Австро-Угорщині (нинішня Австрія), в родині офіцера. У Граці він закінчив школу, гімназію, а взимку 1918—1919 рр. вступив на філософський факультет місцевого університету. Через три роки, у 1921 р., він поступає на роботу асистентом в ботанічний сад Інституту систематичної ботаніки. З цього часу і до кінця своїх днів він пов'язав своє життя з ботанікою. З середини двадцятих років 20 століття він починає працювати з кактусами. З 1950 року, після заснування IOS (Міжнародна організація з вивчення сукулентів), Франц Буксбаум відвідав США. Саме після поїздок до США та польових досліджень у Каліфорнії та Аризоні Буксбаум написав книгу «Cactus culture based on biology».

## Наукова діяльність
Франц Буксбаум був першим, хто поклав в основу систематики кактусів будову і тести насіння. Він довгі роки займався морфологічними дослідженнями кактусів, результати яких знайшли відображення у монографії «Морфологія кактусів» («Morphologie der Kakteen»). За довге наукове життя Буксбаум опублікував 343 наукові роботи.
Франц Буксбаум виділив 13 нових родів кактусів:
- Leptocladodia
- Mammilloydia
- Praecereus
- Pseudomammillaria
- Pseudopilocereus
- Rapicactus
- Espostoopsis
- Oehmea
- Turbinicarpus
- Buiningia
- Cumarinia
- Normanbokea
- Ebnerella

## Наукові праці
- Die Pflanzenfamilie der Kakteen. 3. Auflage, Minden 1982 (con Johannes Endler) (нім.)
- Kakteenleben. Eine biologische Plauderei für jeden Naturfreund. Albert Philler Verlag: Minden 1980 (нім.)
- Kakteen-Pflege, biologisch richtig: Pflege, Zucht, Beschreibung der Gattungen. Stoccarda: Franckh, 1959 (нім.)
- Cactus Culture: Based on Biology. 1958. 8ª ed. Blandford Press, Londres (нім.)
- Grundlagen und Methoden Einer Erneuerung der Systematik der Hoheren Pflanzen. Die Forderung dynamischer Systematik im Bereiche der Blutenpflanzen. 1953. The Quarterly Review of Biol. 28: 3: 294—294 (нім.)
- Grundlagen & Methoden einer Erneuerung der Systematik der höheren Pflanzen: Die Forderung dynamischer Systematik im Bereiche der Blütenpflanzen. Vienna: Springer, 1951 (нім.)

## Вшанування пам'яті
Іменем Франца Буксбаума названий рід мексиканських кактусів Neobuxbaumia.